# A csótányirtók
A csótányirtók a Fekete tükör című brit sci-fi sorozat tizenkettedik epizódja, amit a sorozat showrunnere, Charlie Brooker írt, és Jakob Verbruggen rendezett. 2016. október 21-én mutatta be a Netflix, a harmadik évad többi részével egyszerre.
Az epizód főszereplője Stripe, a katona, akit humanoid mutánsok, közkeletű nevükön csótányok kiirtásával bíztak meg. Miután egy, a fejébe épített, MASS nevű implantátum meghibásodik, felfedezi, hogy a csótányok valójában igazi emberek, és csak az eszköz láttatja őket ilyennek.
Eredetileg a sorozat első néhány forgatókönyvének tervezete közt volt ott a történet még 2010-ben, mely több átalakítást követően került leforgatásra. Vegyes fogadtatásra lelt: a kritikusok dícsérték Malachi Kirby és Michael Kelly játékát, és hogy az epizód épp a világszerte növekvő idegenellenesség közepén hordoz mondanivalót, de negatívumként emelték ki a kiszámítható forgatókönyvet és a klisék alkalmazását.

## Cselekmény
"Stripe" Koinange és "Hunter" Raiman bajtársak a hadsereg egy különleges osztagában, amely "csótányok" kiirtásával foglalatoskodik - sápadt, éles fogú, torzszülött humanoidokéval. Minden katona fejébe be van építve egy MASS névre hallgató neuro-implantátum, amely valós időben vetít eléjük fontos információkat, egyfajta belső kijelzőként. Stripe és Hunter épp egy vidéki tanyát kutatnak át, miközben az osztag vezetője, Medina kifaggatja Parn Heidekkert, a tanya hithű keresztény tulajdonosát. Stripe felfedez egy csapat bújkáló csótányt, akik közül az egyik egy furcsa eszközzel a szemébe villant. Ennek ellenére sikerül kettőt is megölnie közülük. Medina letartóztatja Heidekkert és porig égetteti a tanyát.
Stripe jutalmul egy erotikus álmot kap, amit a neuroimplantátumon keresztül juttatnak a fejébe, de a rendszer váratlanul akadozni kezd. Miután másnap is rosszalkodik az eszköz, kivizsgáltatja azt, a csapat pszichológusa, Arquette pedig konzultál vele, de semmi nem vezet eredményre. A következő bevetéskor Medina, Stripe és Hunter együtt mennek egy elhagyatott lakótelepre. Miután egy rejtőzködő csótány-mesterlövész megöli Medinát, Stripe és Hunter kénytelenek bemenekülni az egyik épületbe. Stripe belebotlik egy nőbe, akivel közli, hogy meneküljön, de Hunter agyonlövi őt. Stripe összefut egy másik nővel és a gyerekével, akiket Hunter szintén meg akar ölni, de ezt Stripe nem hagyja. Összeverekednek, Hunter súlyosan megsebesíti Stripe-ot, aki viszont kiüti a társát.
Miután elmenekülnek a vadonba, egy barlangban húzódnak meg, ahol a nő elmeséli, hogy Catarinának hívják, és valójában a katonák fejébe épített MASS chip az, ami az ő etnikumába tartozó embereket csótányoknak láttatja. Ők népirtás áldozatai, amit a hadsereg különféle genetikai indokokkal alátámasztott etnikai tisztogatásként végez el. És bár az átlagemberek nem látják őket csótányoknak, a propaganda miatt a szemükben akkor is gyűlölet és megvetés tárgyai. Hunter váratlanul megérkezik és megöli Catarinát és a fiát, Stripe-ot pedig leüti.
Stripe egy vakító fehér cellában tér magához, ahol Arquette próbál meg beszélni vele. Elnézést kér tőle a MASS meghibásodása miatt, amit valószínűleg az egyik "csótány" eszköze okozott. Elismeri, hogy a MASS célja valóban az, hogy emberalatti lényeknek lássák a "csótányokat", azért, hogy szánalom nélkül tudják őket kiirtani, de azt is elmondja, hogy ezzel maga Stripe is tisztában volt, amikor aláírta a szerződését, és mielőtt a memóriáját törölték volna. Stripe hitetlenkedve nézi vissza a toborzásán róla készült videót, amin nem hajlandó felismerni magát. Ezután Arquette választás elé állítja őt: vagy kitörlik a memóriáját és újraindítják a MASS-t, vagy bebörtönzik. Nyomásgyakorlásként lejátssza neki a felvételt, ami a tanyán történt rajtaütéskor készült, csak ezúttal Stripe embereknek látja azokat, akiket brutális módon megölt.
A zárójelenetben Stripe, most már mint kitüntetett tiszt, megérkezik a házhoz, amelyet erotikus álmaiban látott. Miközben mosolyog, potyognak a könnyei - a ház, amihez megérkezett, a valóságban egy üres, romos épület.

## Szereplők
| Szerep         | Színész         | Magyar hang    |
| -------------- | --------------- | -------------- |
| Stripe         | Malachi Kirby   | Fehér Tibor    |
| Hunter         | Madeline Brewer | Szabó Zselyke  |
| Catarina       | Ariane Labed    |                |
| Medina         | Sarah Snook     | Dögei Éva      |
| Arquette       | Michael Kelly   | Laklóth Aladár |
| Lennard        | Kola Bokinni    |                |
| Parn Heidekker | Francis Magee   | Tarján Péter   |
| Doktor         | Simon Connolly  | Holl Nándor    |

## Az epizód készítése
Az eredeti, még "Inbound" címre hallgató forgatókönyvet a "The War You Don't See" című dokumentumfilm inspirálta, amelyben az iraki háború áldozatainak történetei szerepeltek. Az "Inbound" történetében Nagy-Britanniát idegen lények inváziója sújtotta, akikről a végén kiderült, hogy igazából norvégok. A forgatókönyv el is készült a sorozat első évadához, de akkor nem került leforgatásra. Később S.L.A. Marshall "Men Against Fire" és Dave Grossman "On Killing" című könyvei hatására került  átdolgozásra, és lett belőle egy olyan történet, amely egy olyan katonáról szól, aki előtt cenzúrázzák a valóságot.
Az epizód eredeti angol címe is Marshall könyvéből származik, aki ebben a műben írta le, hogy a második világháborúban harcoló katonák 70 százaléka még közvetlen veszélyhelyzetben sem sütötte el a fegyverét, és aki mégis, az is inkább az ellenség feje felé célzott. Ez a mondat az epizódba is bekerült. Grossman könyve pedig azért is volt hasznos, mert Marshall állításaival is részletesen foglalkozott. Az ezekből származó tanulságokat jellemzően Arquette szájába adták, aki szimpatikus figuraként szerepel a részben - a katonák tisztelik, ő pedig hiszi, hogy amit tesznek, az jó.
Az epizódot Jakob Verbruggen rendezte. A főszereplő Malachi Kirby a sorozat nagy rajongója volt már korábban is - Stripe karakterét naiv, érzékeny és kételkedő emberként jeleníti meg, ahelyett, hogy macsó lenne. Michael Kelly játszotta Arquette-et, aki már dolgozott együtt a rendezővel a "Kártyavár" című sorozatban. Kelly szerint a karaktere igazán hisz abban, hogy amit tesz, azzal segít a katonáknak megelőzni a poszttraumás stresszt.
A forgatás 18 nap alatt zajlott le, a "Csillagközi invázió" című film által inspirált tempóban, London közeli helyszíneken. A "csótányok" ábrázolásakor amikor a kamera közelről mutatja őket, meglehetősen részletesen kidolgozottak: ruházatuk viseltes, mintha a falusiaktól lopták volna össze, az elmaszkírozott színészeken különféle elváltozások nyomai láthatóak. A felnőtt "csótányok" fekete kontaktlencsét viselnek, a filmben szereplő fiú szemét digitálisan, utólag alakították át. Mivel a cselekmény úgy nyer értelmet, ha egy katona szemszögéből nézzük, ezért a jeleneteket kapkodó stílusban rögzítették, és amikor mégis kívülről látjuk az eseményeket, a hátulról látható "csótányok" jóval emberibbek, mint szemből.
Az epizódot 2016 őszén mutatták be, amikor világszerte fokozódott az idegenellenesség, és megjelentek olyan kifejezések, mint a "migránshordák", amire ráerősített Donald Trump elnökválasztási kampánya és a Brexit. De párhuzamba állítható a mondanivalója a náci Németország eugenikájával, illetve hogy egyes propagandaplakátokon a zsidókat bogarakként, férgekként ábrázolták, dehumanizálva őket.
A befejező képsorok alapján nem egyértelmű, mi volt Stripe végső választása. Kirby szerint valószínűleg nem engedte, hogy töröljék a memóriáját, de azt igen, hogy a MASS rendszert újraaktiválják, ezért tudja, hogy amit lát, az hazugság, ezért sír. Kelly szerint a memóriáját is törölték, és a házat csak mi, nézők látjuk üresnek. Verbruggen azt is megkérdőjelezi, hogy bármi, amit látunk, az a valóság lenne. Brooker szerint szándékosan van homályosan ábrázolva ez a jelenet, és az eredeti tervek szerint a katonáknak rendezett győzelmi parádét láthattuk volna itt, ami természetesen szintén nem lett volna valóságos.

## Forráshivatkozások
1. ↑  Fekete tükör - III/5. rész: A csótányirtók - ISzDb. iszdb.hu. (Hozzáférés: 2023. július 2.)
2. ↑  Men Against Fire: How Many Soldiers Actually Fired Their Weapons at the Enemy During the Vietnam War (amerikai angol nyelven). HistoryNet, 2006. június 12. (Hozzáférés: 2023. július 2.)
3. ↑  December 12, James Hibberd Updated: 'Black Mirror': Showrunner Explains Season 3 Endings (angol nyelven). EW.com. (Hozzáférés: 2023. július 2.)
4. ↑  Gilbert, Sophie: 'Black Mirror' Is Back: 'Men Against Fire' Tackles High-Tech Warfare (angol nyelven). The Atlantic, 2016. október 22. (Hozzáférés: 2023. július 2.)
5. ↑  October 24, Christian Holub: 'Black Mirror' Recap: A Modern Parable of Genocide and Perception (angol nyelven). EW.com. (Hozzáférés: 2023. július 2.)
6. ↑  Strause, Jackie: ‘Black Mirror’ Star Michael Kelly on Donald Trump and “Incredibly Relevant” War Message (amerikai angol nyelven). The Hollywood Reporter, 2016. november 1. (Hozzáférés: 2023. július 2.)

## Fordítás
Ez a szócikk részben vagy egészben  a   Men Against Fire című angol Wikipédia-szócikk ezen változatának fordításán alapul.  Az eredeti cikk szerkesztőit annak laptörténete sorolja fel. Ez a jelzés csupán a megfogalmazás eredetét és a szerzői jogokat jelzi, nem szolgál a cikkben szereplő információk forrásmegjelöléseként.